# يان كراوزيك
يان كراوزيك (بالبولندية: Jan Krawczyk)‏ هو دراج بولندي، ولد في 10 يونيو 1956 في Zakrzówek Szlachecki ‏ في بولندا، وتوفي في 14 يوليو 2018.

## وصلات خارجية
- يان كراوزيك على موقع أرشيف الدراجات (الإنجليزية)
- يان كراوزيك على موقع إحصائيات الدراجات الإحترافية (الإنجليزية)